# Меликовы

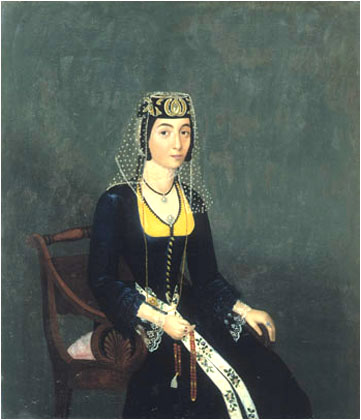
Портрет княгини Меликишвили. Середина XIX века. нарисовал Акоп Овнатанян

Меликовы (арм.  Մելիքյան) — княжеский род армянского происхождения.
Предки их в XVI веке были владетелями Лори. В 1602 г. мелик Назар и мелик Дай Лорийские получили от персидского шаха Аббаса фирман, подтверждавший их старые права, причём они приняли ислам.
Князья Меликовы показаны в Высочайше утверждённом в 1850 г. списке князей Грузии. Род князей Меликовых внесён в V часть родословной книги Тифлисской губернии.

## Известные представители
- Меликов, Давид Иосифович (Меликян) (Давуд-хан, Давид-хан) — князь, купец, брат Соломона Меликова, племянник Манучехр-хана
- Меликов, Леван Иванович (1817—1892) — генерал-адъютант, генерал от кавалерии и член Государственного совета.
- Меликов, Николай Леванович (1867—1924) — генерал-майор, сын Левана Меликова.
- Меликов, Пётр Леванович (1862—1934) — генерал-майор, сын Левана Меликова.
- Меликов, Соломон Иосифович (Меликян)[2] (1793—30.01.1829) — коллежский асессор, был убит во время резни устроенной в русском посольстве в Тегеране. Племянник хана, и главного евнуха персидского шаха Манучехр-хана[3]
- Меликов — князь, командир 4-го Кавказского стрелкового батальона. Погиб при штурме Карса в ночь с 5 на 6 ноября 1877[4]